# مولکول من
مولکول من (به انگلیسی: Molecule Man) با نام اصلی اوون ریس، یک شخصیت خیالی در کتاب‌های کامیک منتشر شده توسط مارول کامیکس است. این شخصیت توسط نویسنده استن لی و طراح جک کربی خلق شده است که برای اولین بار در شمارهٔ ۲۰ از مجموعه چهار شگفت‌انگیز (نوامبر ۱۹۶۳) حضور پیدا کرد. اوون ریس شخصیتی فوق‌العاده قدرتمند و به طور مزمن بدون اعتماد نفس است که دارای توانایی کنترل تمام اشکال ماده و انرژی می‌باشد. اگرچه اغلب او در نقش یک شخصیت ابرشرور ظاهر می‌شود، اما برخی مواقع نقش یک ابرقهرمان نیز ایفا می‌کند.

## زندگینامه ساختگی شخصیت

### خاستگاه
اوون ریس ذاتاً پسری خجالتی، ترسو، ضعیف (بر طبق گفته‌های یوآتو پسری مامانی) اهل بروکلین، اما بزرگ شده ایالت کلرادو بود. مادرش ۴۴ ساله بود که او را به دنیا آورد و دیگر به فکر بچه‌دار شدن نبود. او هیچوقت بچهٔ محبوبی در مدرسه نبود و رابطهٔ پرتنشی با مادر خود داشت که اغلب او را دلسرد می‌نمود. سپس در یکی از روزها به سبب وقوع سانحه‌ای در آزمایشگاه تبدیل به مولکول من شد.
ریس تبدیل به یک تکنسین رده پایین آزمایشگاه در نیروگاه هسته‌ای، متعلق به شرکت اکمی اتمیکس شد. اما او از حرفهٔ خود به دلیل ساعت کاری طولانی و دستمزد پایین ناراضی بود. در یکی از روزها در حالی که مشغول کار در نیروگاه بود، به اشتباه یک دستگاه آزمایشی را فعال نمود که باعث بازشدن یک درگاه به بُعد دیگری شد. این درگاه او را در معرض انفجار قوی انرژی عجیب و غریب قرار داد (این انرژی بعدها معلوم شد بخشی از مکعب کیهانی بوده است). انفجار به طرز وحشتناک چهره او را با جوشگاهی شبیه به آذرخش از شکل انداخت، اما قدرت‌های باورنکردنی نیز به او اعطا کرد. او دیگر قادر به کنترل مواد، حتی در سطح مولکول و تمام انرژی شد. این نیروی آزاد شده همچنین باعث ایجاد یک کرم‌چاله بین بُعد کره زمین و بعدی نامشخص حاوی یک نهاد انتزاعی فوق‌العاده قدرتمند شد که بعدها با عنوان بیاندر شناخته شد. او به قدری قدرتمند است که در خط داستانی کمیک انتقام جویان جدید ، توانست برخی از بیاندرز را شکست داده و قدرت های آنها را به دکتر دووم داد که البته پس از این اتفاق و در خط داستانی کمیک جنگ های پنهان با عنوان پروردگار دووم شناخته شد [1]